# 宁波国际会议展览中心
宁波国际会议展览中心，是浙江省宁波市的一座会议展览中心，位于宁波东部新城，于2001年8月28日开工:282，2002年10月11日完工，10月18日启用:24，2008年6月8日7号馆、8号馆启用。
宁波国际会议展览中心占地面积44.4公顷，总建筑面积14万平方米，由8座环绕形常规展览馆组成，每个展馆相互独立，又相互联系，布局合理，可满足大、中、小型的各类展览活动，展馆可出租净面积为7.7万平方米，可提供近5000个国际标准展位，设有行政楼和会议楼两幢辅助建筑，配置有多间会议室、贵宾室、休息室，可同时举办大中小型国际研讨会、交流会、发布会、企业年会和各类宴会，最大的会议室面积800平方米，最多可以容纳500人同时与会，基本可以满足展览会期间的会议配套服务，南门主入口前建有大型会展广场，广场中轴线上设有箭形标志塔，高72米，被称为“定海神针”，神针直插云霄，与主展馆弓型造型相映成辉，预示着宁波会展中心发展乘势而上。

## 设施概况

### 展馆设施
宁波国际会议展览中心由8座环绕形常规展览馆组成，均为二层展馆，一层限高均为6米，二层限高均为3.4米，1号馆一层使用面积5400平方米，标准摊位数242只，二层使用面积1836平方米，标准摊位数94只，2号馆、6号馆一层使用面积4400平方米，标准摊位数240只，二层使用面积670平方米，标准摊位数50只，3号馆、5号馆一层使用面积6560平方米，标准摊位数354只，二层使用面积1010平方米，标准摊位数78只，4号馆一层使用面积3410平方米，标准摊位数170只，二层使用面积1130平方米，标准摊位数56只，7号馆、8号馆每层使用面积均为8420平方米，标准摊位数均为456只。

### 会议设施
宁波国际会展中心拥有20间会议室（含4间接待室），分布于会议楼、行政楼、7号馆、8号馆，包括1间视频会议室、1间多功能厅、2间大会议室、2间中会议室，6间小会议室、4间接待室、3间贵宾室，能提供规格多样的会议场地及专业高效的会议服务，多功能厅位于会议楼二层，面积713平方米，可容纳课桌式200-300座，剧院式300-400座，适用于企业会议、品牌发布会、年会等各类活动，视频会议室位于会议楼二层，面积105平方米，可容纳方桌式22座，会议楼及行政楼均设有大会议室，会议楼的大会议室位于会议楼二层，面积约350平方米，可容纳课桌式160座，行政楼的大会议室位于行政楼二层，面积466平方米，可容纳课桌式140座，剧院式200座，中会议室位于会议楼三层，分为方桌式及课桌式，方桌式中会议室面积171平方米，可容纳方桌式22-50座，课桌式中会议室面积171平方米，可容纳课桌式80座，行政楼一二楼设有贵宾室，一楼贵宾室面积172平方米，可容纳会见式20座，二楼贵宾室共两间，面积分别为85平方米及88平方米，均可容纳可容纳会见式12座，小会议室位于会议楼二、三层，二层小会议室共三间，面积均为73平方米，均可容纳方桌式16座，三层小会议室共三间，面积均为83平方米，均可容纳方桌式16座，会议楼接待室共有两间，分别位于会议楼一二两层，一层接待室面积152平方米，可容纳会见式12座，二层接待室面积76平方米，可容纳会见式10座，7号楼接待室及8号楼接待室面积均为41平方米，均可容纳会见式8座。